# Ranong
Ranong (em tailandês: ระนอง) é uma cidade no sul da Tailândia, capital da província de Ranong e do distrito de Mueang Ranong. A cidade abriga o Porto de Ranong, operado pela Autoridade Portuária da Tailândia, que é o principal porto do país no Oceano Índico.